# Familia Bender

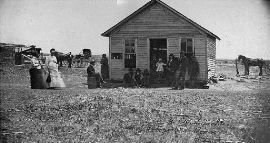
Posada Bender el día después del inicio de la excavación de la fosa común

La familia Bender (conocidos también como Bloody Benders, Sangrientos Bender o La familia Sangrienta) fueron una familia de asesinos en serie que eran dueños de una posada y un pequeño almacén general en el condado de Labette, en el sureste de Kansas, Estados Unidos, entre 1871 y 1873. La familia estaba compuesta por John Bender, su esposa Elvira Bender, John, Jr., y su hija Kate. Mientras el mito de los Bender sostiene que John y Kate eran hermano y hermana, los periódicos de la época informaron de que varios de los vecinos de los Bender habían declarado que estos en realidad estaban casados.
Se conocen al menos una docena de asesinatos, aunque hubo muchas más desapariciones de viajeros antes de que se descubrieran sus crímenes y la familia huyera, con destino incierto. A la historia de los Bender la rodea una gran leyenda y forma parte del folclore, lo que hace difícil separar la realidad de la ficción.

## Antecedentes
La guerra civil estadounidense terminó en 1865 y con ello granjeros y empresarios comenzaron su expansión hacia el resto del país. Este fue el caso de la familia Bender, conformada por cuatro miembros de presunta ascendencia alemana; el Sr. Bender y la Sra. Elvira, junto a sus hijos, se establecieron en el condado de Labette, Kansas, alrededor de 1870. En dicho lugar y aprovechando la oportunidad que la ruta podía dejar para sus propios bolsillos, establecieron una tienda y una posada a un costado del camino. Como actividad extra, Kate, quien era la única que hablaba un inglés fluido, presumió sus presuntos poderes psíquicos, determinados por las creencias espiritistas de la familia. 
Mucho se ha especulado sobre el origen de esta familia, e incluso si eran realmente familia. Según algunas fuentes no tenían lazos consanguíneos. Del origen alemán u holandés solo se cree que los varones lo fueran. Y se dice que el nombre real del padre no era John Bender, sino John Flickinger. De la madre se comenta que su verdadero nombre era Almira Hill Mark y que era natural de las montañas de Adirondack, en el estado de Nueva York. Además de esto, también se cree que pudo estar casada varias veces antes de estar con John. Incluso se especuló con que mató a varios de estos maridos. En cuanto a John hijo, gracias a una Biblia encontrada en la residencia familiar, se especula con que se llamara realmente John Gebhardt y que su supuesta hermana Kate fuera realmente su esposa.
Al llegar a su nueva tierra esta atípica familia construyó una vivienda organizada en varias habitaciones y que disponía de tienda de víveres en el cuarto delantero y ofrecían también posada. No pasó mucho tiempo hasta que Kate hija consiguió fama como curandera, médium y adivina. Y todo esto gracias a que Kate actuaba en sesiones de espiritismo por los pueblos de los alrededores. Y tampoco se descartan las afirmaciones de que por un poco de dinero extra el que quisiera podría pasar la noche en la cama de Kate. Todo esto unido a su don de palabra y su belleza serviría como carnada para atraer a los dominios familiares a sus futuras víctimas.

## La familia
En total la familia estaba formada por cuatro miembros. El padre, John Bender, contaba con aproximadamente 60 años de edad. Apenas hablaba inglés, ya que se especula con que su origen fuera alemán u holandés. La madre, Kate Bender, tenía 55 años y también tenía un pésimo conocimiento del idioma. Además era conocida entre sus vecinos como “La Diabla” debido a su intratable mal carácter. El hijo mayor era John Bender, de 24 años. Muy apuesto, pero en un estado de risa permanente que hacía pensar a sus vecinos que tenía alguna clase de retraso mental. El último miembro de la familia era Kate Bender, la hija pequeña que compartía el nombre de su madre. Era apenas unos años más joven que su hermano y muy conocida en la zona por su extraordinaria belleza y su labia. Y fue precisamente ella el cerebro de la operación en los asesinatos.
Cabe destacar que según las investigaciones, el matrimonio de los Bender era una fachada y que sus hijos no eran biológicos, aunque las mujeres sí debían ser madre e hija. 

## Las desapariciones y muertes
La historia cuenta que muchos de los viajeros que cruzaban el condado de Labette desaparecían misteriosamente, aunque al principio muchos de estos casos eran atribuidos a los bandidos o a ataques de indios. Algunos sostienen que la primera víctima fue Joe Sowers, que apareció muerto en el campo en 1869. Pero resulta imposible que fuera una víctima de los Bender porque estos aun no habían llegado a la zona. Lo que si se conoce es la identidad de algunas de sus víctimas, entre las que se encuentran un tal Sr. Jones, Ben Brown, W. F. McCrotty, Henry McKenzie, Johnny Boyle y varios hombres más sin identificar. Todos presentaban las mismas heridas: cuellos rajados, cabezas destrozadas y todos estaban enterrados en la propiedad de los Bender. Además, todas las víctimas habían sido desvalijadas. Y esto es un dato importante, porque en la mayoría de los casos las víctimas eran hombres de posición acomodada; solían llevar mucho dinero encima. Por lo que se suele concluir que no se trataba de matar por el simple hecho de matar, sino que se tenía una motivación económica.

## Investigación
Siendo los asesinatos y desapariciones hechos muy sonados en la comunidad, estos llamaban cada vez más la atención, siendo el punto de inflexión para el caso de los Bender que se eligiera a la víctima equivocada. En 1872, George Loncher, acompañado de su hija de 2 años, dejó su pueblo tras el entierro de su mujer e inició la mudanza hacia Iowa. Pero nunca se volvió a ver a ninguno de los Loncher. Ante esta desaparición, el Dr. William York, vecino de los Loncher, inició su búsqueda con el resultado fatal de acabar en la casa de los Bender. Tampoco volvió a saberse nada de él. Pero para desgracia de los Bender, William York era hermano del Coronel Ed York, miembro del Senado. El Coronel organizó una partida de búsqueda y llegó a la casa de los Bender el 28 de marzo de 1873. Los Bender le dijeron que sí que lo habían visto, que había pasado la noche y seguido su camino al día siguiente. Finalmente el Coronel decidió quedarse a pasar la noche. Algunos rumores no confirmados dicen que el Coronel encontró un relicario dorado bajo su cama que pertenecía a su hermano desaparecido. Ante este descubrimiento se excusó y se dispuso a buscar ayuda. Pero al llegar a la mañana siguiente se encontraron la casa vacía.
Se inició una investigación para conocer la razón detrás de esta particular situación en la que muchos vecinos de la localidad tenían serias sospechas de la familia Bender. Con una búsqueda que amenazaba el descubrimiento de las actividades criminales de la familia, los Bender decidieron huir antes de ser capturados; sin embargo, en su posada se encontraron diferentes evidencias que demostraban lo acontecido. Se hallaron en el techo y paredes de la tienda agujeros de bala que parecían indicar que algunas de las víctimas llegaron a intentar defenderse de la agresión.
En la propiedad de los Bender se hallaron rastros de sangre que no habían sido limpiados y una zanja en la tierra donde se encontró a la primera víctima, el doctor York. Tras confirmar la implicación de la familia, las autoridades comenzaron a indagar más en la propiedad y hallaron los restos de por lo menos ocho cuerpos más, incluido el de una niña enterrada al lado de su padre, George Loncher. No presentaba herida alguna y lucía sus ropas de viaje, por lo que se llegó a especular con que fue estrangulada o enterrada viva.
A excepción de Henry McKenzie, W. F. McCrotty, el Dr. William York y los Loncher, todas las demás víctimas no fueron reclamadas por nadie y fueron enterradas en una fosa común cerca de la propiedad donde fueran asesinadas.
El gobernador de Kansas, Thomas Osborn, lanzó una proclama pública ofreciendo una recompensa por información o captura de los Bender.

## Método de asesinato
Su fama viene dada por su forma de matar. Las víctimas potenciales llegaban a la casa por dos razones, o atraídos por Kate Bender o en busca de la posada para pasar las horas nocturnas. Siempre eran muy bien recibidos y los sentaban en el puesto de honor de la mesa a la hora de cenar, siempre de espaldas a una cortina roja. Mientras, Kate hija se sentaba en frente a la espera del momento propicio para dar una señal a algunos de los dos John (que se escondían tras la cortina roja), momento en que uno de ellos descargaba un golpe de martillo sobre la cabeza de la víctima. Seguidamente se abría una trampilla bajo la víctima y esta caía a un sótano, donde le esperaba Kate madre para degollarlo con un cuchillo. Tras la muerte de la víctima le robaban todo objeto de valor y lo enterraban en el jardín trasero, justo donde tenían su huerta.

## A posterioridad
La carreta abandonada de los Bender con los caballos hambrientos fue descubierta por varios detectives en las afueras de Thayer, Kansas, a diecinueve kilómetros de la posada. En el pueblo confirmaron que los Bender habían comprado billetes de tren para Humboldt, Kansas. En Chanute, otro pueblo de Kansas, John, Jr. y Kate bajaron y tomaron otro tren hacia el sur, hasta Denison, Texas. De allí partieron hacia la frontera entre Texas y Nuevo México. No fueron perseguidos, ya que los delincuentes y proscritos que llegaban a aquellas regiones normalmente nunca volvían a ser vistos. Un detective afirmó haberles seguido la pista hasta descubrir que John, Jr. había muerto de apoplejía. Ma y Pa Bender continuaron en el tren y siguieron hacia el norte, hasta Kansas City, donde se cree que compraron billetes para San Luis, Misuri.
Se formaron varios grupos de búsqueda y corrieron docenas de rumores sobre que habían sido capturados y linchados, o muertos y enterrados, pero nadie solicitó la recompensa de 3000 dólares ofrecida por ellos. La historia de la fuga y búsquedas esporádicas continuaron durante décadas y durante los siguientes cincuenta años dos mujeres que viajaran juntas, una madura y la otra joven, corrían peligro de ser acusadas de ser las Bender.
En 1884 se informó que John Flickinger se había suicidado en el lago Míchigan. Ese mismo año un viejo cuya descripción parecía asemejarse a la de Pa Bender fue arrestado en Montana acusado del asesinato cerca de Salmon, Idaho, de un hombre muerto de un martillazo en la cabeza. Un mensaje pidiendo una descripción más detallada fue enviado desde Cherryvale, Kansas, pero el sospechoso se cortó un pie para huir de los grilletes y murió desangrado. Cuando llegó un oficial de policía de Cherryvale, la identificación era imposible debido a la descomposición del cadáver. A pesar de ello, el cráneo fue exhibido como el de Pa Bender en un saloon de Salmon hasta que el inicio de la prohibición obligó a su cierre en 1920, y el cráneo desapareció.

### En inglés
- Benders, Kansas Historical Foundation
- Bloody Bender Family - Keepers of the Devil's Inn
  - Fotos: original inn, grave site, Bender hammers
  - Map showing location of Bender Inn circa 1873
- Labette County Map, KDOT
- Photographic print of the open graves
- Photographic print of the bender House

- Datos: Q124730
- Multimedia: Bloody Benders / Q124730